# Quận Calaveras, California
Quận Calaveras, California (tiếng Anh: Calaveras County) là một quận trong tiểu bang California, Hoa Kỳ. Quận lỵ đóng ở thành phố San Andreas 6. Theo kết quả điều tra dân số năm 2000 của Cục điều tra dân số Hoa Kỳ, quận có dân số 40.554 người.

## Địa lý
Quận này có tổng diện tích là 1.037 dặm vuông (2.685 km ²), trong đó, 1.020 dặm vuông (2.642 km ²) là đất và 17 dặm vuông (44 km ²) của nó (1,62 %) là nước. Một số liệu của Cục Lâm nghiệp California báo cáo diện tích của quận là 663.000 mẫu Anh, mặc dù các con số chính xác sẽ là 663,477949 mẫu Anh (2.685 km2). Có một số hang động nằm ở quận Calaveras.

## Thông tin nhân khẩu
Theo điều tra dân số 2 năm 2000, đã có dân số 40.554 người, 16.469 hộ gia đình, và 11.742 gia đình sống trong quận. Mật độ dân số là 40 người cho mỗi dặm vuông (15/km ²). Có 22.946 đơn vị nhà ở với mật độ trung bình là 22 cho mỗi dặm vuông (9/km ²). Cơ cấu dân tộc của dân cư quận này gồm 91,19% người da trắng, 0,75% da đen hay Mỹ gốc Phi, 1,74% người Mỹ bản xứ, 0,85% người châu Á, 0,09% người đảo Thái Bình Dương, 2,07% từ các chủng tộc khác, và 3,31% từ hai hoặc nhiều chủng tộc. 6,82% dân số là người Hispanic hay Latino thuộc chủng tộc nào. 15,7% là của Đức, 13,0% tiếng Anh, 10,7% Ireland, Ý và 7,4% 7,0% người Mỹ gốc theo điều tra dân số năm 2000. 94,5% nói tiếng Anh và tiếng Tây Ban Nha 4,0% là ngôn ngữ đầu tiên của họ.
Có 16.469 hộ, trong đó 26,7% có trẻ em dưới 18 tuổi sống chung với họ, 58,9% là đôi vợ chồng sống với nhau, 8,6% có chủ hộ là nữ không có mặt chồng, và 28,7% là không lập gia đình. 23,3% các hộ gia đình đã được tạo thành từ các cá nhân và 10,1% có người sống một mình 65 tuổi trở lên đã được người. Bình quân mỗi hộ là 2,44 và cỡ gia đình trung bình là 2,85.
Trong quận có cơ cấu dân số gồm 22,8% ở độ tuổi dưới 18, 5,5% 18-24, 22,4% 25-44, 31,1% 45-64, và 18,2% 65 tuổi trở lên. Tuổi trung bình là 45 năm. Cứ mỗi 100 nữ có 98,5 nam giới. Cứ mỗi 100 nữ 18 tuổi trở lên, có 95,7 nam giới.
Thu nhập trung bình cho một hộ gia đình trong quận đã được 41.022 Mỹ kim, và thu nhập trung bình cho một gia đình là 47.379 USD. Nam giới có thu nhập trung bình 41.827 USD so với 28.108 $ cho phái nữ. Thu nhập trên đầu cho các quận được 21.420 USD. Giới 8,7% gia đình và 11,80% dân số sống dưới mức nghèo khổ, bao gồm 15,6% những người dưới 18 tuổi và 6,2% có độ tuổi từ 65 trở lên.